# 費南多德佩尼亞爾韋爾市

費南多德佩尼亞爾韋爾市（西班牙語：Municipio Fernando de Peñalver），是委內瑞拉的一個市，位於該國東北部安索阿特吉州，首府設於皮里圖港，面積643平方公里，海拔高度10米，2001年人口24,819，人口密度為每平方公里38.5人。